# Demiak
Maarten Demmink, connu sous le pseudonyme de Demiak, est un peintre, photographe et sculpteur néerlandais. 
Né à Goudriaan en 1967, il vit et travaille à La Haye.

## Biographie
Il grandit dans un environnement artistique à Laag-Soeren où il est initié à la peinture par sa mère et son grand-père, artistes et enseignants. Il étudie d’abord à la faculté des Arts à l’Université d'Utrecht (1986-1988). Déçu par la prédominance de l'abstraction dans l'enseignement, il poursuit ses études à l’Académie royale des Beaux-Arts de La Haye dont il sort diplômé en 1992 sous le pseudonyme de Demiak.
En même temps que deux amis peintres rencontrés à l’Académie, Vittorio Roerade et Tjebbe Beekman, il s’installe dans le quartier en démolition de Laakkwartier à La Haye. Depuis cette date, Maarten Demmink n’a cessé de déménager régulièrement son atelier dans différents édifices voués à la destruction : anciens bureaux, écoles délabrées ou vieilles maisons. La difficulté de trouver un atelier permanent à La Haye trouve une résonance dans son travail sur les habitations et leur pérennité.
Il commence par peindre des paysages post-industriels ou d’inspiration surréaliste. À partir de la fin des années 1990, il travaille par séries en expérimentant de nouveaux médiums comme la photographie et la sculpture. Fasciné par les paysages de Piero della Francesca et Leonard de Vinci, Demiak explore la relation entre les excès de la nature et de l’industrie dans des paysages arcadiens ou post-apocalyptiques dépourvus de figures humaines.

## Œuvres

### Séries
- 2002-2008 : Dreamland, ensemble de peintures et de photographies peintes basé sur des rêves récurrents de survol de paysages imaginaires. Progressivement, le peintre a prolongé cette série par des sculptures murales autonomes d’habitations rudimentaires en bois
- 2010-2013 : The Big Blow, peintures et aquarelles décrivant les ravages causés par des ouragans, inondations et autres désastres naturels à travers les siècles. Ayant l’aspect de photographies vintage, chaque œuvre de la série est intitulée d’après le lieu et la date d’un catastrophe, depuis l’inondation de la Sainte-Élisabeth en 1421 aux Pays-Bas jusqu’à l’incendie de Breezy point en 2012[4].
- 2009 : Malaysia, ensemble de peintures, photographies peintes et objets tridimensionnels relatant les impressions d’un séjour en Malaisie sur invitation de l’Ambassade de Malaisie aux Pays-Bas
- 2010-2011 : The Deepwater Horizon, série docufictionnelle  de photographies mises en scène à l’aide de maquettes de petit format liée à la marée noire du golfe du Mexique en 2010
- The Swampland series, série de peintures inspirée par un voyage en Louisiane et au Texas décrivant des paysages marécageux vierges ou laissant apparaitre des traces d’activité humaine[5]

### Expositions personnelles (sélection)
- 2008 : Dreamland, Pulchri Studio, La Haye
- 2012 : Deepwater Horizon, Galerie Kap Pur, Tilburg; The Big Blow, Redbud Gallery, Houston
- 2022 : Places & Traces, Galerie Jean-Marie Oger, Paris

### Expositions collectives (sélection)
- 2009 : Brushwork Odyssey in Malaysia, Pulchri Studio, La Haye
- 2011 : Dutch Invasion, Williams Tower Gallery, Houston ; Dutch Invasion, Box 13 Art Space, Houston
- 2013 : Trouble the Water, Legion Arts, Cedar Rapids
- 2015 : Sanctuary, Suzanne Biederberg Gallery, Amsterdam ; Museum Thijnhof, Coevorden
- 2016 : Still life – Style of life, Jean-Marie Oger/24Beaubourg, Paris

### Pochettes de disques
- 2012 : Kyteman (en), The Kyteman orchestra

## Distinctions
- 2004 : Prix Van Ommeren de Voogt
- 2010 : Prix Jacob Hartog[6]
- 2012 : Médaille d’argent IDA (avec  Bas Koopmans et  Festina Lente Collective) pour la couverture de l’album The Kyteman orchestra[7]
- 2013 : Prix Groene[8] décerné par le Musée municipal de La Haye dans le cadre de l’exposition La Terre.